# Eucalyptus prominens
Eucalyptus prominens är en myrtenväxtart som beskrevs av Murray Ian Hill Brooker. Eucalyptus prominens ingår i släktet Eucalyptus och familjen myrtenväxter. Inga underarter finns listade i Catalogue of Life.